# Przełęcz za Saturnem
Przełęcz za Saturnem (ok. 1350 m) – szeroka przełęcz w grani opadającej od Równi nad Karczmą do dna Doliny Kościeliskiej w polskich Tatrach Zachodnich, znajdująca się pomiędzy Saturnem (1391 m) i Upłazkową Basztą (ok. 1515 m). W Wielkiej encyklopedii tatrzańskiej ma nazwę Przełączki za Saturnem i wysokość ok. 1340 m. Jest trawiasta. Jej północne stoki opadają do Pisaniarskiego Żlebu, południowe do Wąwozu Kraków. Z obydwu tych stron można na przełęcz wyjść bez trudności, ale prowadzące na przełęcz ścieżki zarastają już młodym lasem. W południowo-zachodnim kierunku do Wąwozu Kraków opada spod przełęczy szeroka depresja, w dolnej części przekształcająca się w żleb. Jej orograficznie prawe zbocza tworzy zalesiona grzęda, zbocza lewe natomiast opadają ściankami do Kotła pod Saturnem. Ścianki te można bez większych problemów pokonać tylko w niektórych miejscach. Rejon żlebu to ruchome piargi, w wielu miejscach poprzerastane bujną roślinnością. W dolnej części opisywanego żlebu znajduje się na wysokości 1206 m duży most skalny o nazwie Arkada.